# Otpor
Otpor (Kirin Serbia: Отпор!, cách điệu như Otpor! dịch nghĩa: Phản kháng) là một tổ chức chính trị ở Serbia (khi đó là một phần của Liên bang Nam Tư) từ năm 1998 đến năm 2004.
Trong giai đoạn đầu từ năm 1998 đến năm 2000, Otpor bắt đầu với tư cách là một nhóm phản kháng dân sự, cuối cùng biến thành một phong trào, thông qua danh hiệu Narodni pokret (Phong trào Nhân dân), chống lại chính sách của chính quyền Serbia dưới ảnh hưởng của Slobodan Milošević, lúc đó là Tổng thống Serbia và Montenegro. Sau khi Milošević bị lật đổ vào tháng 10 năm 2000, Otpor trở thành một tổ chức theo dõi chính trị giám sát các hoạt động của thời kỳ hậu Milošević của liên minh DOS. Cuối cùng, vào mùa thu 2003, Otpor nhanh chóng trở thành một đảng chính trị, do không vượt qua ngưỡng 5% cần có bất kỳ ghế nào trong quốc hội Serbia, đã sớm sáp nhập với một đảng khác.
Được thành lập và nổi tiếng là một tổ chức sử dụng cuộc đấu tranh bất bạo động như một hành động chống lại chính quyền Serbia do Milošević kiểm soát, Otpor đã phát triển thành một phong trào thanh niên dân sự mà hoạt động lên đến đỉnh điểm vào ngày 5 tháng 10 năm 2000 với sự lật đổ của Milošević. Trong cuộc đấu tranh bất bạo động kéo dài hai năm chống lại Milošević, Otpor đã lan rộng khắp Serbia, vào thời kỳ hoàng kim của nó,  thu hút hơn 70.000 người ủng hộ. Otpor đã được ghi nhận cho vai trò của họ trong cuộc lật đổ ngày 5 tháng 10.
Sau khi lật đổ Milošević, Otpor đã phát động các chiến dịch để buộc chính phủ mới phải chịu trách nhiệm, thúc đẩy cải cách dân chủ và chống tham nhũng, cũng như phải hợp tác với Tòa án Hình sự Quốc tế (ICTY) tại Hague.
Ngay sau cuộc bầu cử năm 2003, Otpor đã sáp nhập vào Đảng Dân chủ (DS).

## Hoạt động ban đầu
Otpor được thành lập tại Belgrade vào ngày 10 tháng 10 năm 1998 để đáp trả một đạo luật gây tranh cãi ở Serbia - luật đại học - được chính phủ Serbia dưới thời Thủ tướng Mirko Marjanović đưa ra vào đầu năm đó. Ngoài ra, vài ngày trước khi Otpor được thành lập, chính phủ đã đưa ra một nghị định (uredba) phác thảo các biện pháp đặc biệt sau khi mối đe dọa ném bom của NATO đang diễn ra. Trích dẫn sắc lệnh này, vào ngày 14 tháng 10 năm 1998, Bộ Thông tin của chính phủ do ông Alexanderar Vučić đứng đầu đã cấm xuất bản Devevni telegraf, Danas và Naša borba, đây là ba tờ nhật báo của Belgrade chỉ trích chính phủ ở các mức độ khác nhau.
Nhóm mới thành lập có tên Otpor hầu hết bao gồm các thành viên Demokratska omladina (thanh niên của Đảng Dân chủ), các nhà hoạt động của các tổ chức phi chính phủ khác nhau hoạt động ở Serbia và sinh viên của hai trường đại học công lập ở Belgrade - Đại học Belgrade và Đại học Nghệ thuật. Nó nhanh chóng phát triển từ một nhóm nhỏ thành một mạng lưới những người trẻ có đầu óc chính trị tương tự, nhiều người trong số họ đã là cựu chiến binh của các cuộc biểu tình chống Milošević như các cuộc biểu tình năm 1996-97 và cuộc biểu tình ngày 9 tháng 3 năm 1991. Với sự phản đối chính trị ở Serbia bị xáo trộn, Otpor quyết định xây dựng một phong trào chính trị rộng lớn hơn là một tổ chức phi chính phủ hoặc đảng chính trị truyền thống. Thất vọng với các nhà lãnh đạo phe đối lập bảo vệ lợi ích cá nhân và đảng hẹp của họ, vốn thường bị thoái hóa thành đấu đá, nhóm này cũng quyết định rằng "họ sẽ không có nhà lãnh đạo ".
Ngay từ ban đầu, Otpor đã xác định các mục tiêu và phương pháp của mình, bao gồm một tài khoản về những gì họ coi là vấn đề chính của đất nước, trong "Tuyên bố về tương lai của Serbia". Tuyên bố này đã được tất cả các tổ chức sinh viên nổi tiếng ở Serbia ký và hỗ trợ. Một cơ quan tư vấn đã được thành lập và các thành viên của nó đã trở thành người quảng bá chính của tuyên bố này.
Ban đầu, các hoạt động của Otpor chỉ giới hạn ở Đại học Belgrade. Trong nỗ lực thu thập năng lượng phi đảng phái mới, không đề cập đến việc làm cho truyền thông nhà nước khó khăn hơn trong việc làm mất uy tín và bôi nhọ họ như một nhóm chính trị đối lập khác, Otpor tránh công khai mối quan hệ với Đảng Dân chủ (DS) mặc dù hai tổ chức này có mục tiêu chính trị tương tự và chia sẻ nhiều thành viên của nhau.  Ban đầu, họ đồng ý biểu tượng của tổ chức là nắm tay siết chặt. Nhà thiết kế trẻ Nenad "Duda" Petrović đã tạo ra logo nắm tay.